# ستيف بارنز
ستيف بارنز (بالإنجليزية: Steve Barnes)‏ (5 يناير 1976 في المملكة المتحدة - ) هو لاعب كرة قدم بريطاني في مركز جناح ‏. لعب مع برايتون أند هوف ألبيون وبرمنغهام سيتي ونادي بارنت وميدنهد يونايتد ‏ ونادي هايز وسانت ألبانز سيتي وتشيشام يونايتد ‏ وHarrow Borough F.C. ‏ وويلينج يونايتد.

## وصلات خارجية
- ستيف بارنز على موقع Soccerbase.com (لاعب) (الإنجليزية)